# 京極持高
京極 持高（きょうごく もちたか）は、室町時代中期の武将、守護大名。出雲・隠岐・飛騨・山城守護。京極高光の嫡男で、弟に持清、妹に細川持之室。
持高の「高」の字は京極氏の通字を父・高光から取ったものであるが、高光のもう片方の1字（「光」の字）により持光（もちみつ）を別名とするものもある。いずれにせよ、「持」の字は室町幕府第4代将軍足利義持から受けた偏諱である。
応永20年（1413年）に父が亡くなり出雲・隠岐・飛騨3か国の守護職を継ぐ。応永31年（1424年）から正長元年（1428年）まで山城守護にも補任された。
永享6年（1434年）に6代将軍足利義教から反抗する延暦寺への攻撃を命じられ、六角満綱と共に山門を囲み降伏させる。さらに近江国内に多くあった延暦寺領の差し押さえを命じられている。
永享11年（1439年）に子を残さないまま亡くなった。享年は39とされる。跡を継いだのは、『薩戎記』によれば叔父の高数とされ、『西讃府史』によれば弟の持清とされる。

## 参考史料
- 西讃府史
- 薩戎記